# Шудаяг
Шудаяг (ранее Сангородок) — посёлок городского типа в городском округе Ухта Республики Коми России.
Расположен в 5 км к юго-западу от Ухты, в излучине реки Ухта. Через посёлок проходит автодорога Ухта — Ярега.

## История
Поселок возник как поселение осуждённых при судоверфи, открытой здесь в конце 1931 года. В августе 1933 года судоверфь перевели на реку Ижму.
15 июня 1976 года президиум Верховного Совета РСФСР своим Указом отнёс населенный пункт Шудаяг к категории рабочих поселков.

## Население
| 1979  | 1989  | 2002  | 2007  | 2009  | 2010  | 2012  |
| ----- | ----- | ----- | ----- | ----- | ----- | ----- |
| 4609  | ↗5138 | ↘3625 | ↘3579 | ↘3564 | ↘3411 | ↘3373 |
| 2013  | 2014  | 2015  | 2016  | 2017  | 2018  | 2019  |
| ↘3354 | ↗3398 | ↗3434 | ↘3401 | ↗3468 | ↘3419 | ↘3376 |
| 2020  | 2021  | 2024  |       |       |       |       |
| ↘3331 | ↘2962 | ↘2869 |       |       |       |       |